# コンスタル102Na
102Naは、ポーランドで開発された路面電車車両。従来の連接車から車体形状を変更した車両で、機器を変更した102Nd、狭軌（メーターゲージ）用の102NaWや803Nと共にポーランド各地の路面電車に導入された。

## 概要・運用
1950年代以降、ポーランドの鉄道車両メーカーのコンスタル（現：アルストム）は、アメリカ合衆国で開発された高性能路面電車・PCCカーの技術を用いた車両の製造を進めていた。その中で1969年以降は2車体連接車の102Nの量産が開始されたが、従来の車両から刷新された車体デザイン、特に車体側へ斜めに傾いた前面窓は前照灯などの光が反射し視認性が低下するという欠点があった。それを受けて改良が実施された形式が102Naである。
102Nで問題とされた前面形状は変更され、従来製造されていたボギー車の13Nと同型へ戻された他、運転台が存在しない後方車体の後部形状も変更が加えられた。一方で車体や機器は102Nと同型であり、前後車体の動力台車や連接部分の付随台車も同形式のものが採用された。
製造は1970年から1973年に行われ、ポーランド各地の標準軌（軌間1,435 mm）の路面電車へ導入され、チェンストホヴァ市電（チェンストホヴァ）やクラクフ市電（クラクフ）では2両編成の連結運転も実施された。また、1973年にはヴロツワフ市電向けに一部機器を変更した102Ndの製造も行われた。一方、狭軌（軌間1,000 mm）の路線向けに同型車両の102NaW（1972年 - 1973年製造）や803N（1973年 - 1974年製造）が製造されたが、そのうち後者については直並列組合せ制御に対応した電気機器への変更が実施され、消費電力の削減が図られた。
2021年現在、営業運転に使用されている車両は存在しないが、一部車両がポーランド各地の路面電車で保存されている。その中でポズナン市電に導入された車両のうち1両については102Naの営業運転の実績がないワルシャワ市電（ワルシャワ）で動態保存されている。
- 車内（シュチェチン）
- 後方（アッパーシレジア地方）

## 導入都市
102Naおよび関連形式が導入された都市は以下の通りである。
| 形式   | 導入都市                                            | 備考・参考   |
| ------ | --------------------------------------------------- | ------------ |
| 102Na  | ヴロツワフ （ヴロツワフ市電）                       | [ 8 ]        |
| 102Na  | ポズナン （ポズナン市電）                           | [ 8 ] [ 10 ] |
| 102Na  | シュチェチン （シュチェチン市電）                   | [ 8 ]        |
| 102Na  | クラクフ （クラクフ市電）                           | [ 8 ] [ 11 ] |
| 102Na  | アッパーシレジア地方 （シレジア・インターアーバン） | [ 8 ] [ 12 ] |
| 102Na  | グダニスク （グダニスク市電）                       | [ 8 ] [ 13 ] |
| 102Na  | チェンストホヴァ （チェンストホヴァ市電）           | [ 8 ]        |
| 102Nd  | ヴロツワフ （ヴロツワフ市電）                       | [ 7 ]        |
| 102NaW | ウッチ （ウッチ市電）                               | [ 3 ]        |
| 803N   | ブィドゴシュチュ （ブィドゴシュチュ市電）           | [ 8 ]        |
| 803N   | ウッチ （ウッチ市電）                               | [ 3 ]        |

## ギャラリー

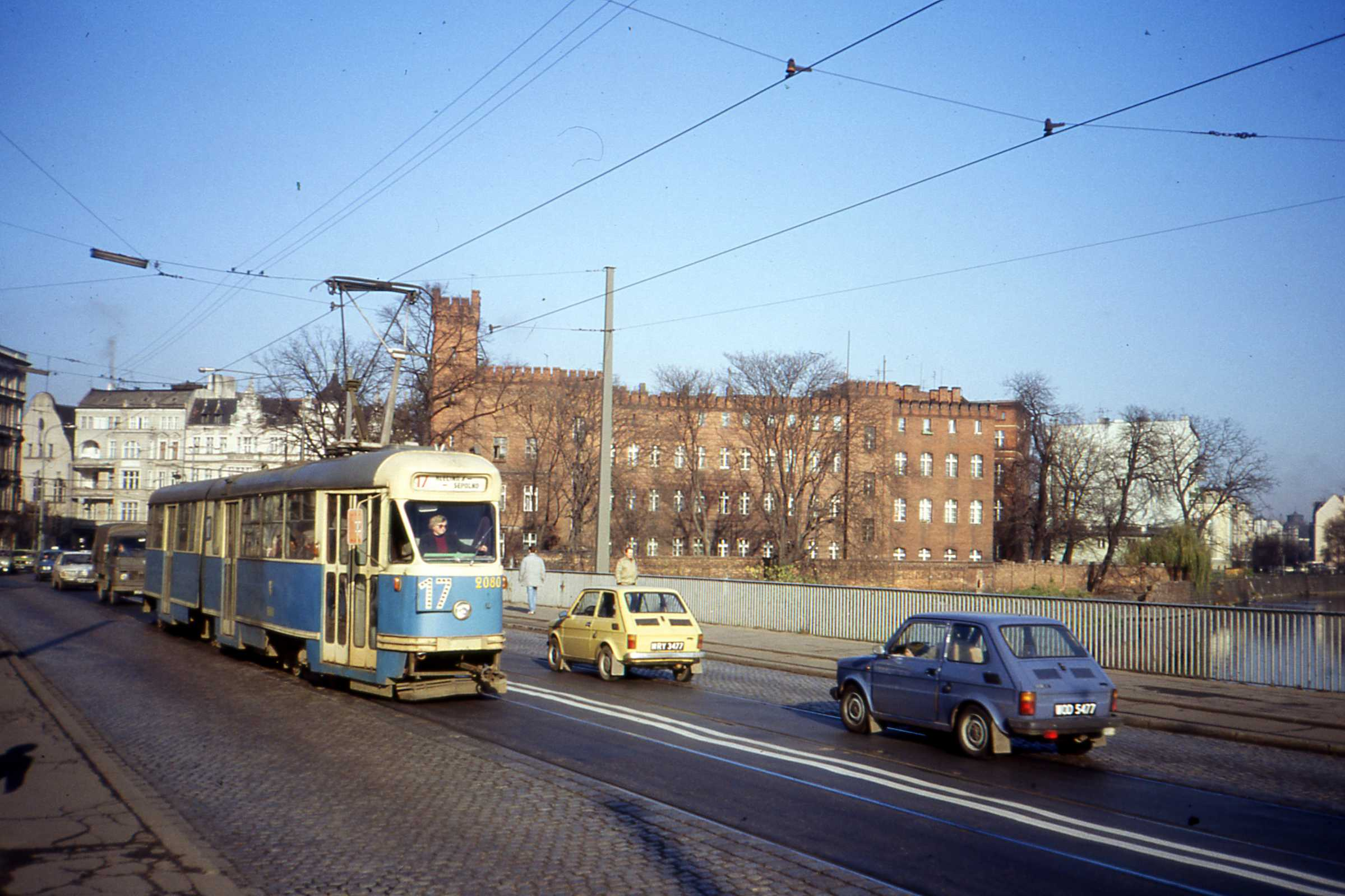
ヴロツワフ
（ヴロツワフ市電（ポーランド語版））
（1989年撮影）
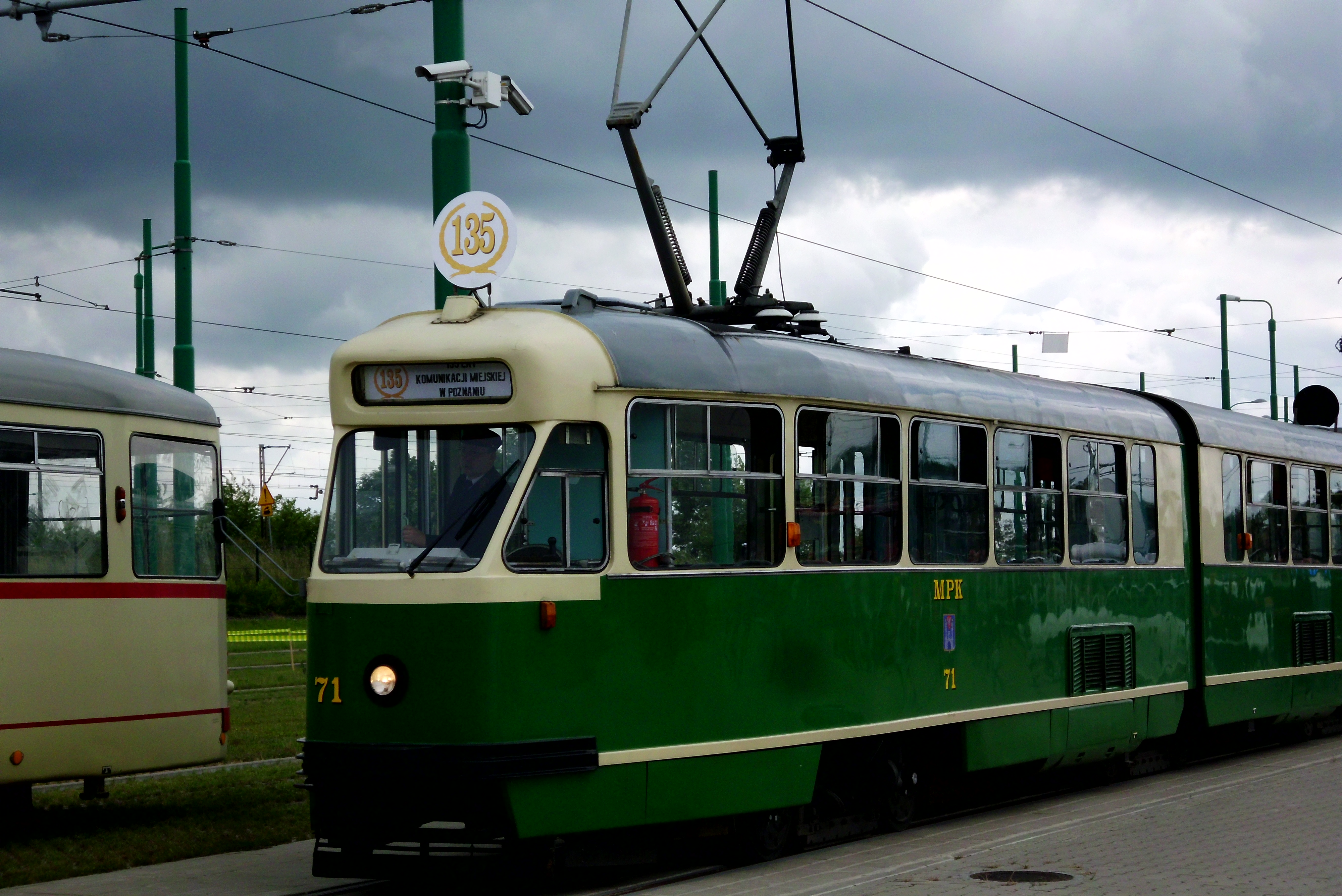
ポズナン （ポズナン市電） （2015年撮影）
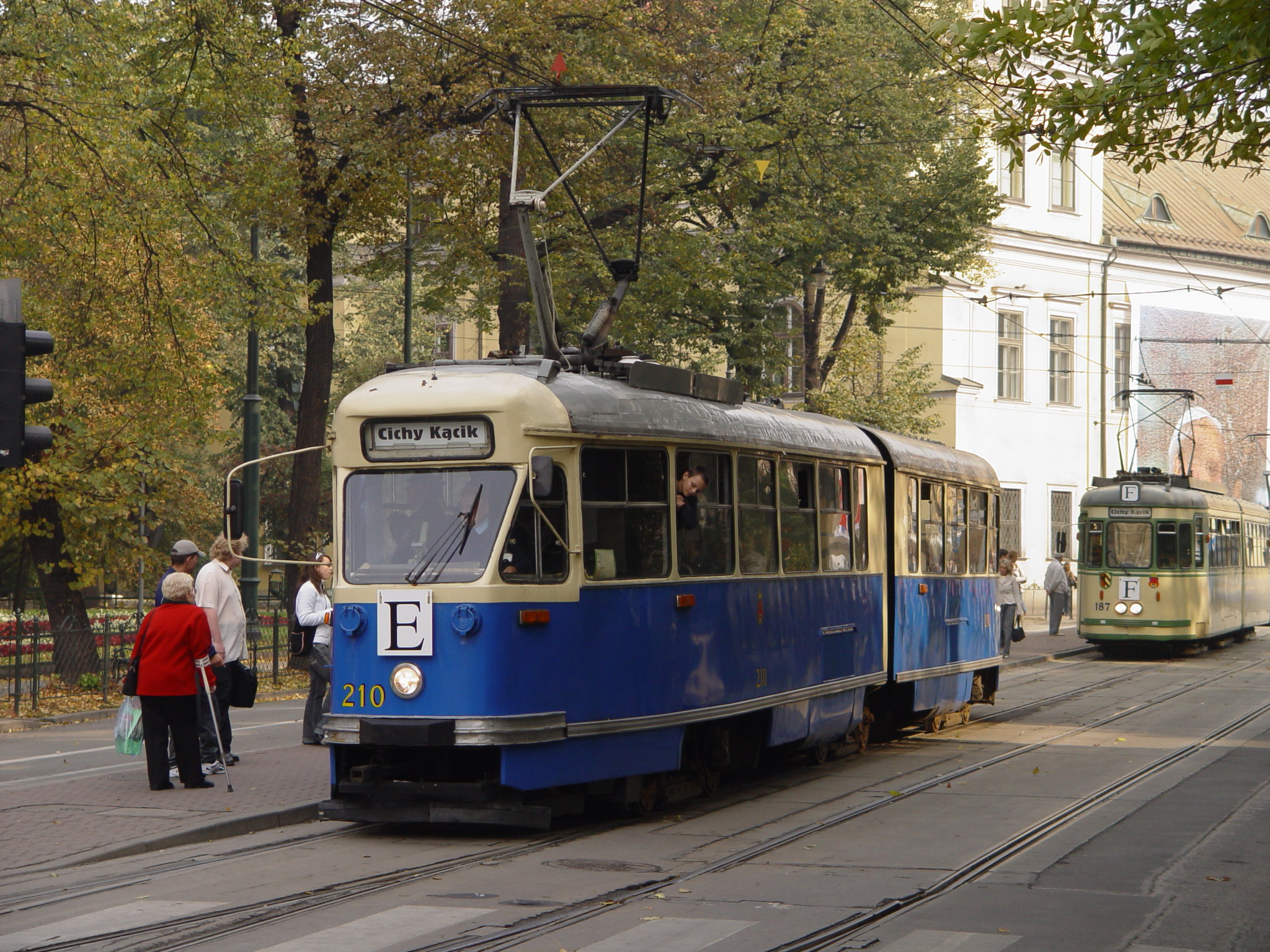
クラクフ （クラクフ市電（ポーランド語版）） （2005年撮影）
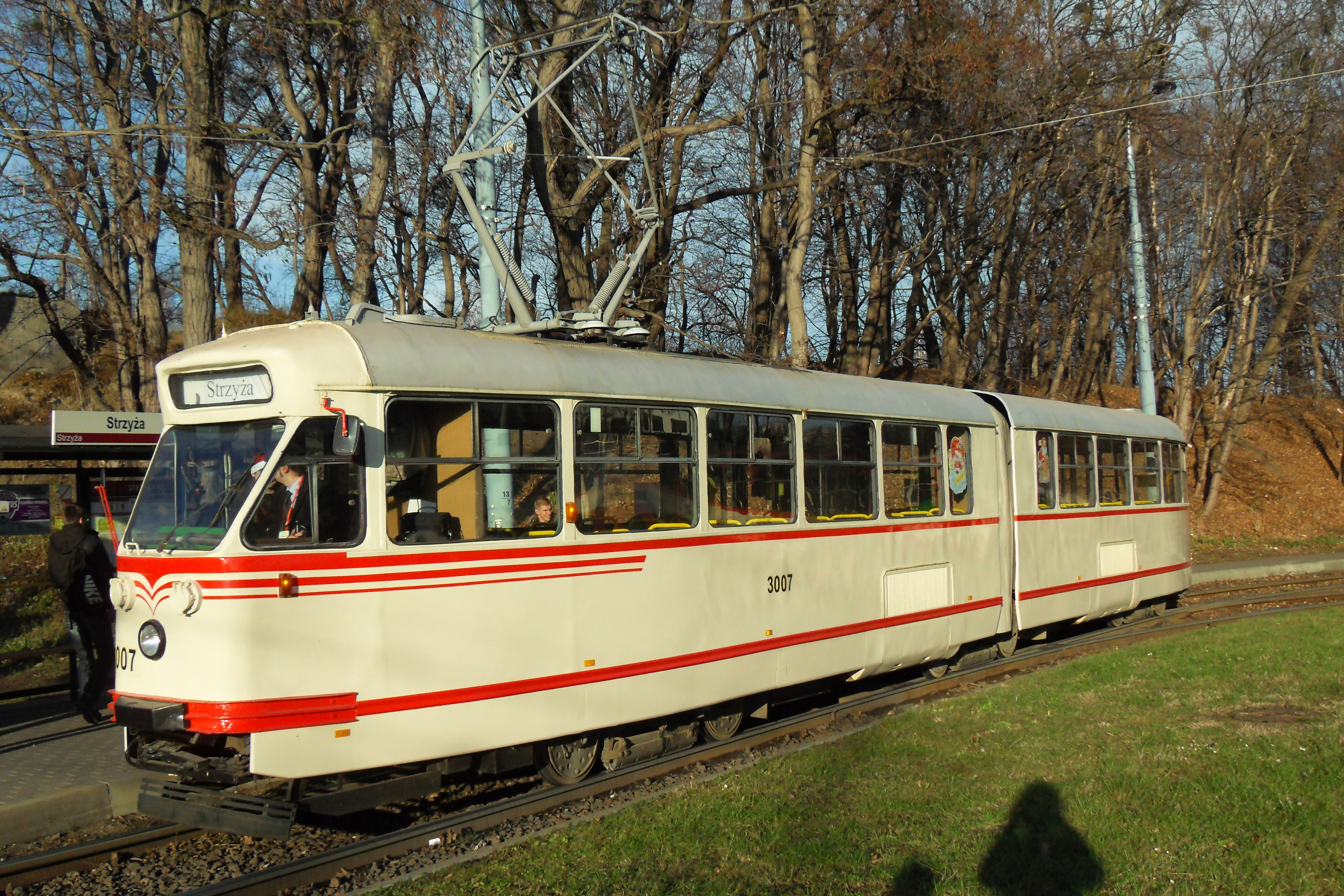
グダニスク （グダニスク市電） （2011年撮影）
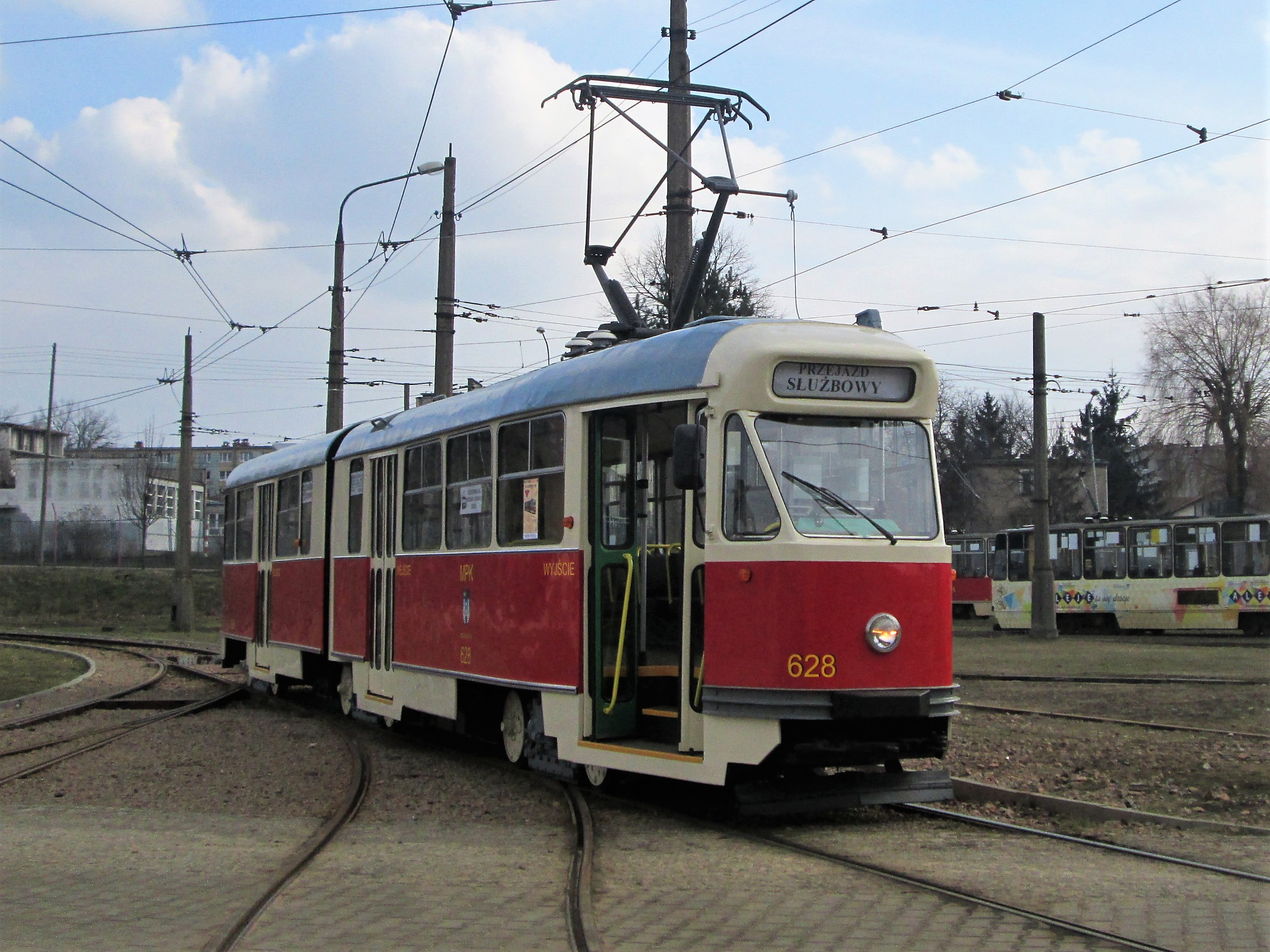
チェンストホヴァ （チェンストホヴァ市電） （2015年撮影）
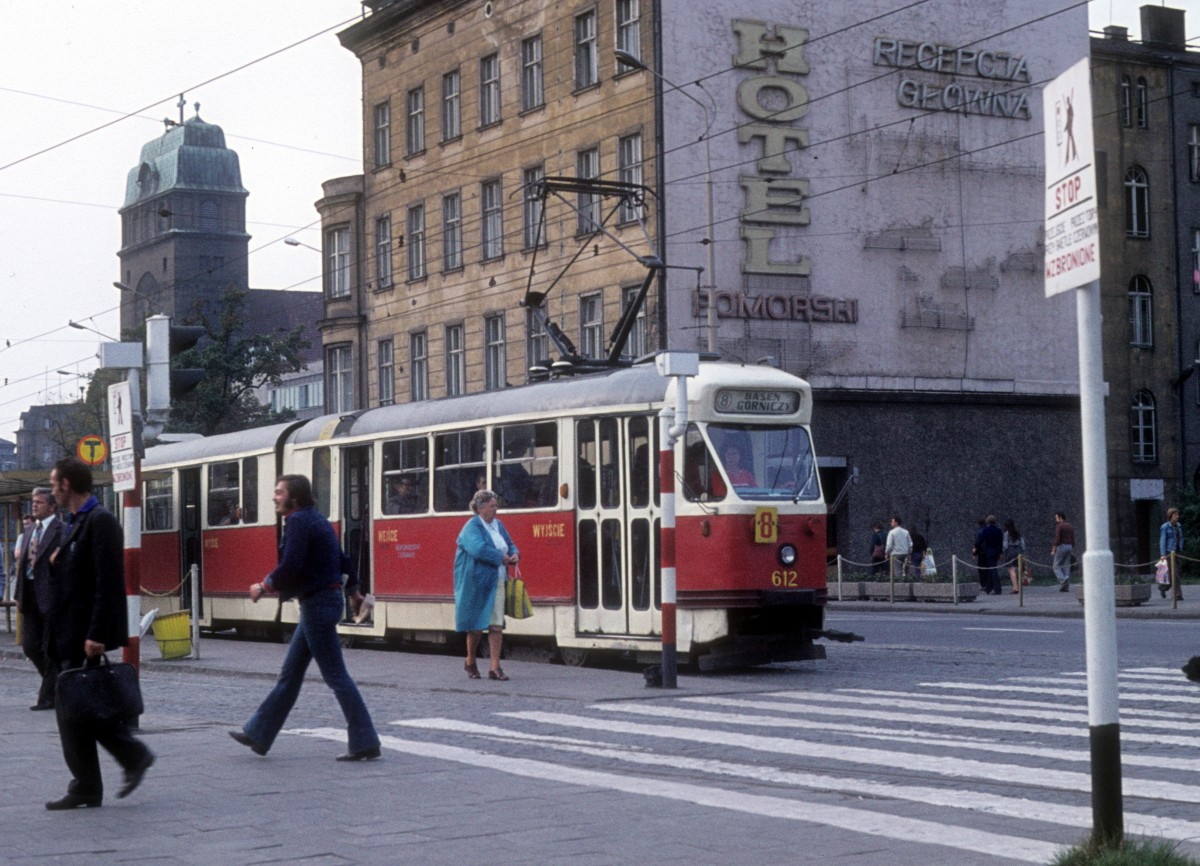
シュチェチン （シュチェチン市電） （1975年撮影）
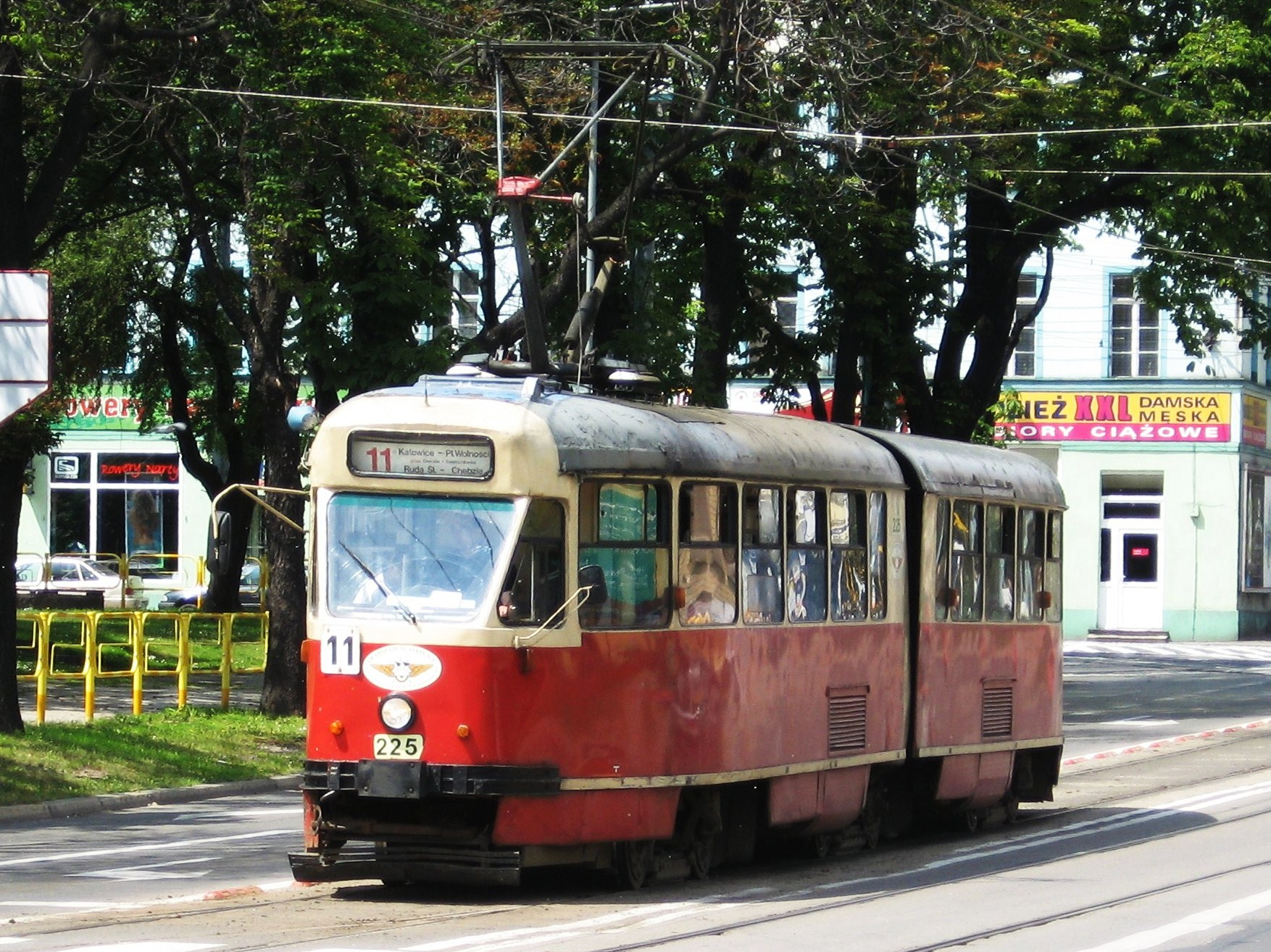
アッパーシレジア地方 （シレジア・インターアーバン） （2006年撮影）
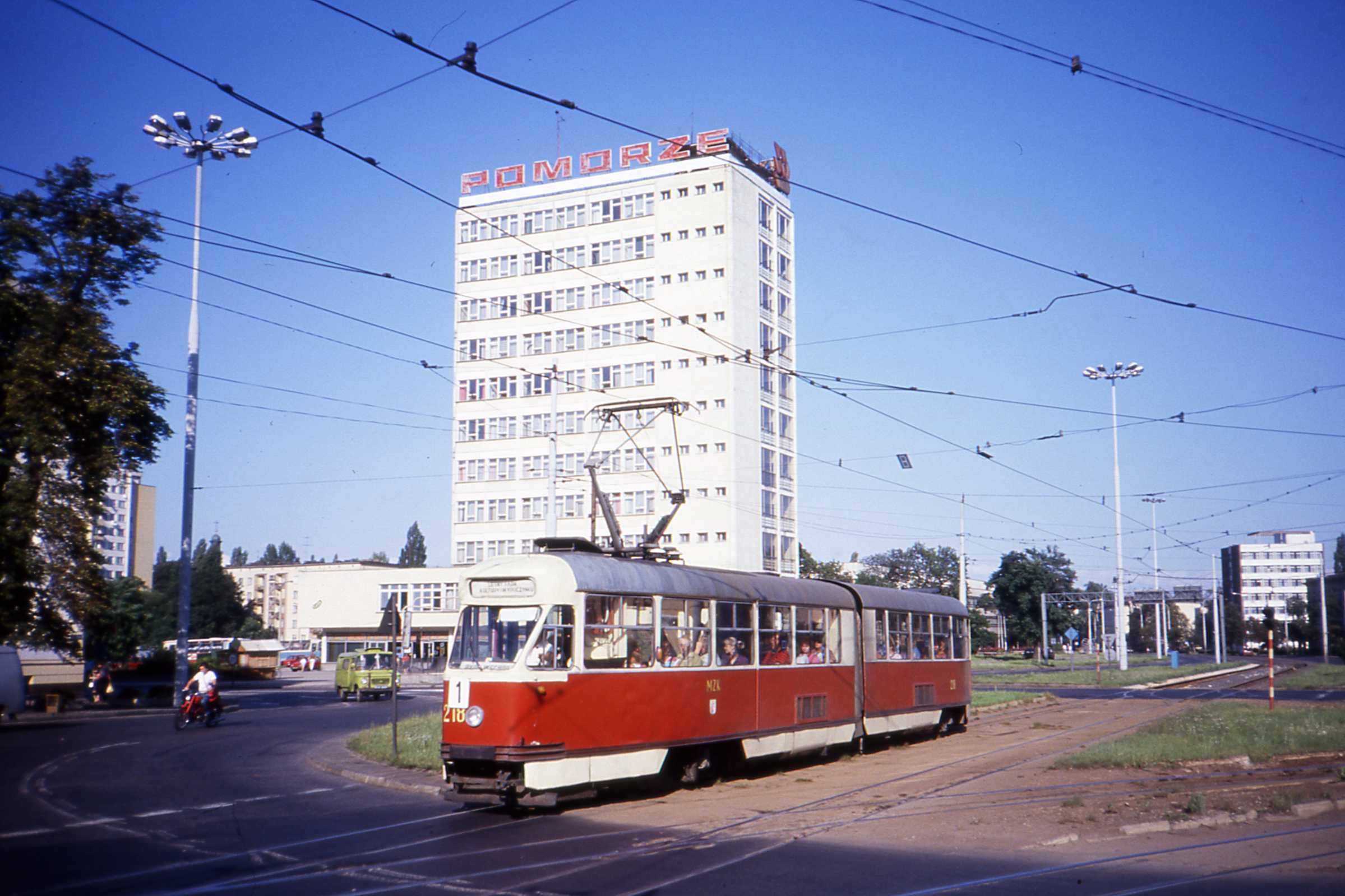
ブィドゴシュチュ （ブィドゴシュチュ市電） （1990年撮影）
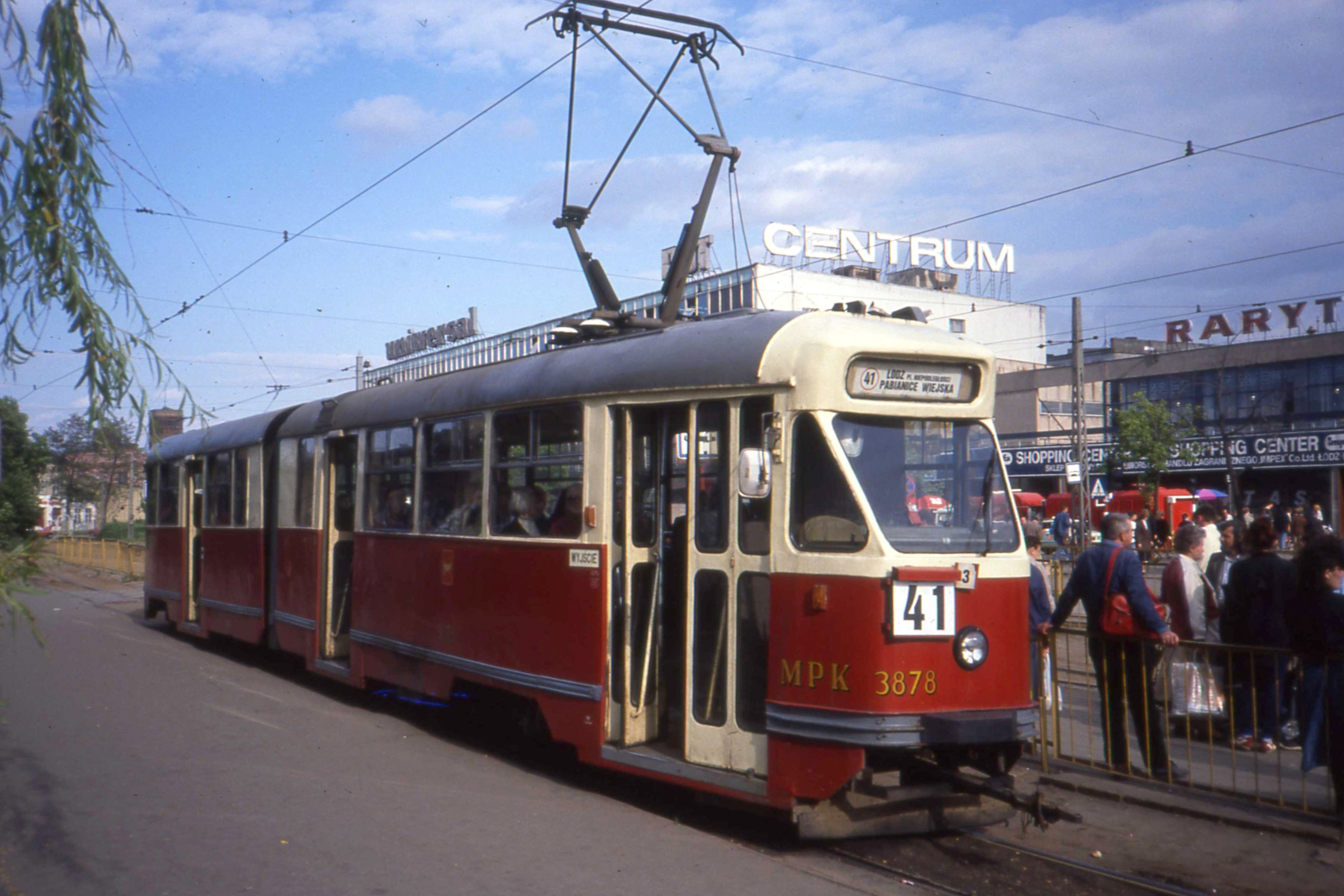
ウッチ （ウッチ市電） （1991年撮影）

## 改造
- 102NaD（ポーランド語版） - 1983年から1985年にかけてクラクフ市電（ポーランド語版）の車庫で改造された車両。連結運転時に後方に連結する事を前提に運転台が撤去された[6][8]。
- 102Na G-089・G-090（ポーランド語版） - ヴロツワフ市電（ポーランド語版）に在籍していた102Nを改造し、ループ線が使用不能となった状態でも運用可能とした両運転台車両。「G-089」は2両の先頭車体を繋いだのに対し、「G-090」は後方車体に運転台を搭載した。1996年に改造されたものの早期に運用から離脱し、G-090は2002年に解体された一方、G-089は事業用車両として残存する[14][15]。
- 803N mod.（ポーランド語版） - 民主化後の1997年から2005年にかけてウッチ市電に在籍していた803Nに大規模な更新工事を実施した車両。前面形状が105Naに類似した角ばったデザインとなり、屋根の形状も変更された他、座席の変更、シングルアーム式パンタグラフの搭載、始動抵抗器の屋根上への移設などの改良が加えられた[16]。

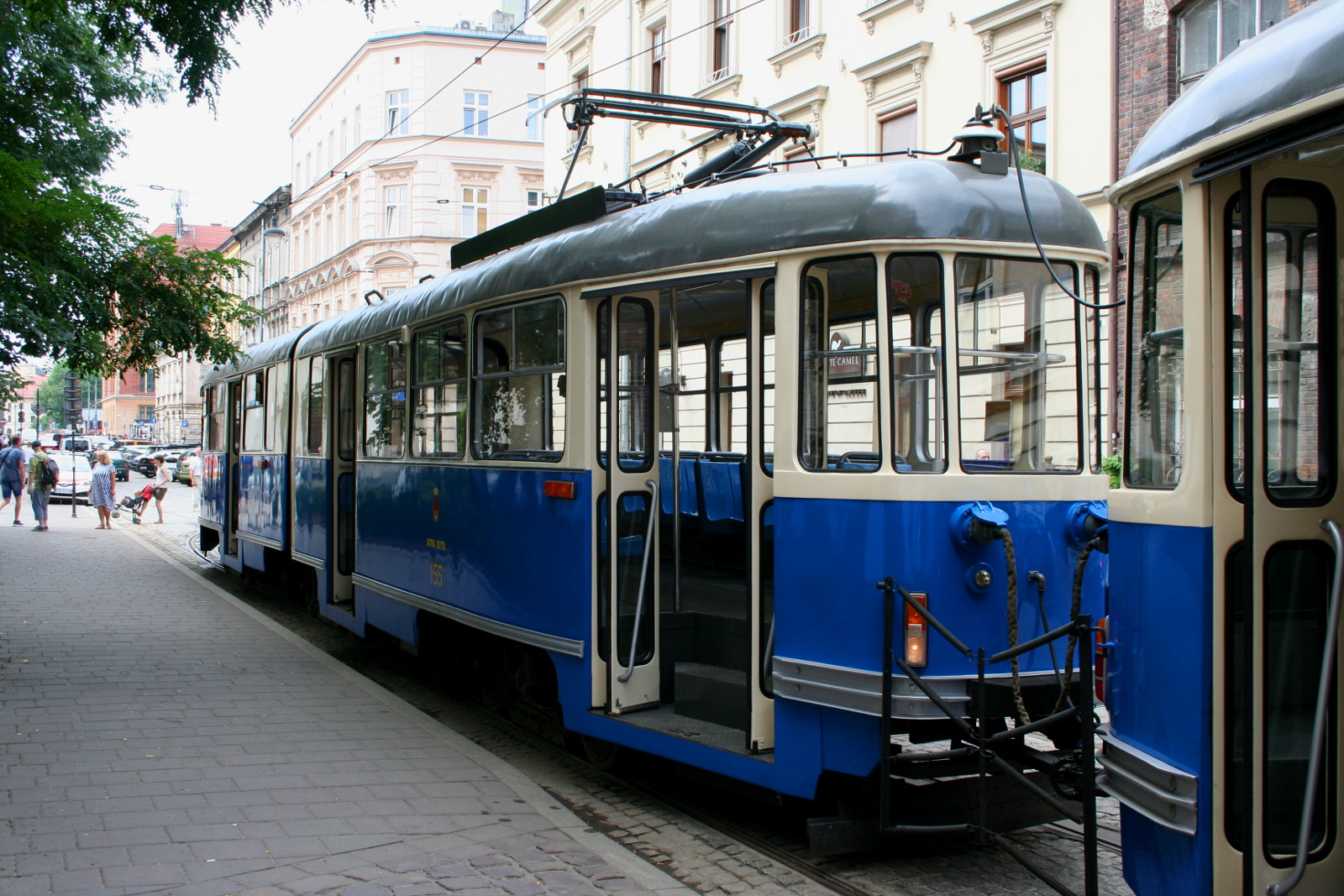
102NaD（2018年撮影）
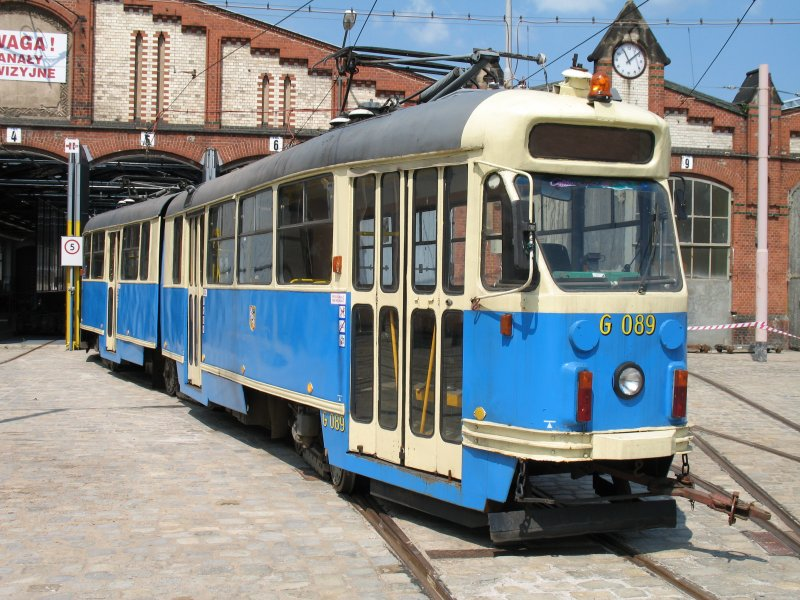
102Na G-089（2006年撮影）
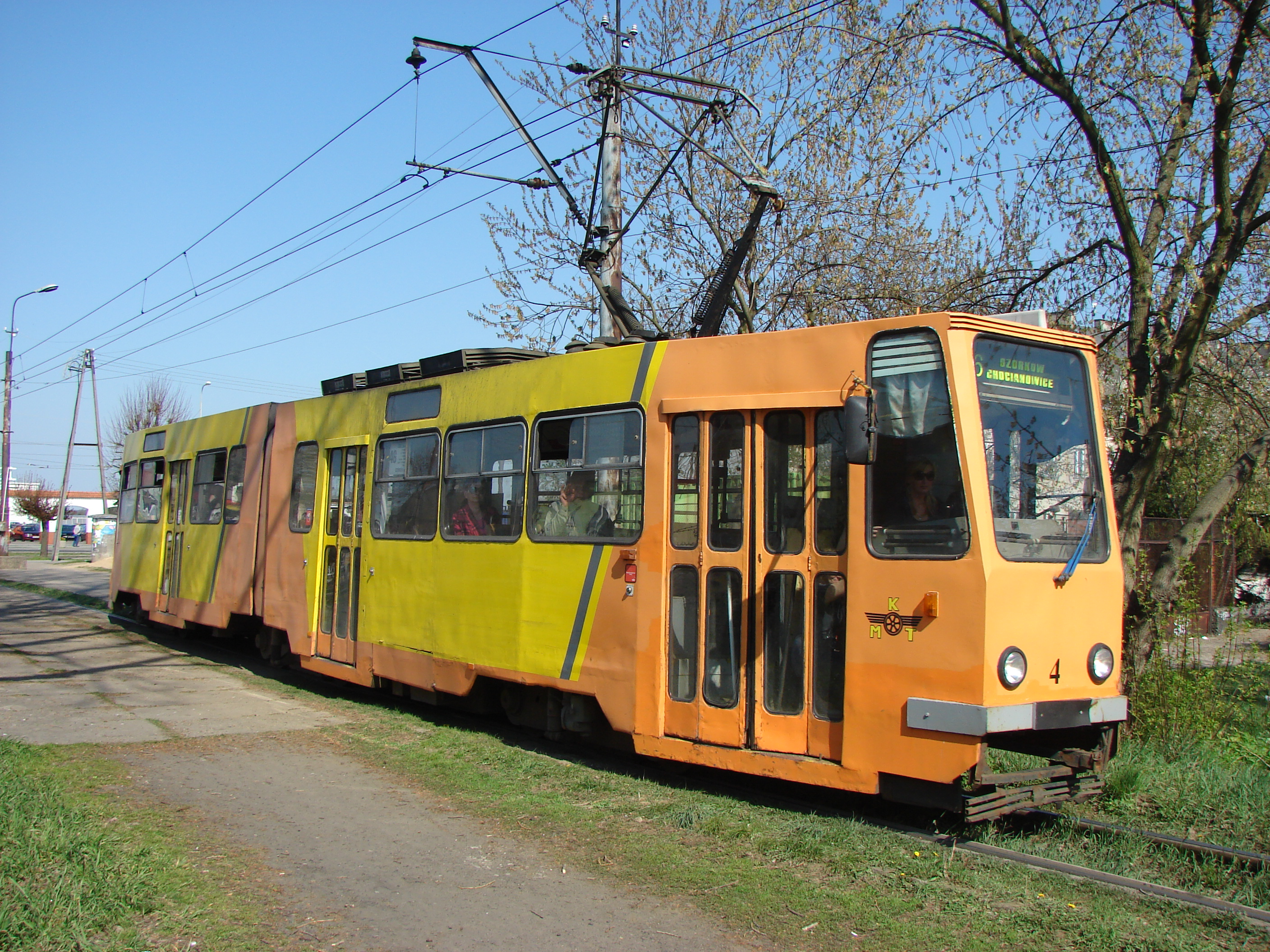
803N mod.（2011年撮影）

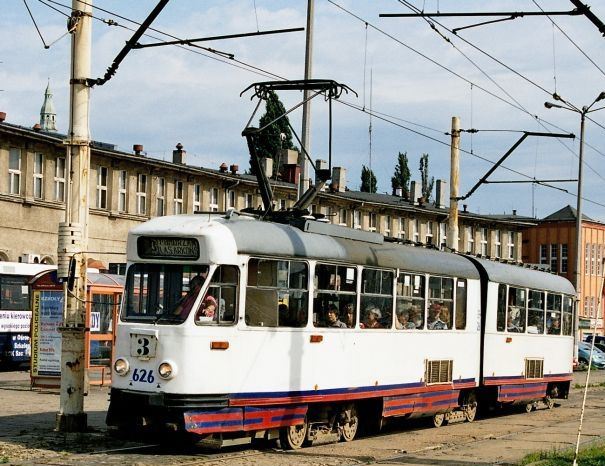
シュチェチン市電でも独自のリニューアル工事が実施された（2006年撮影）
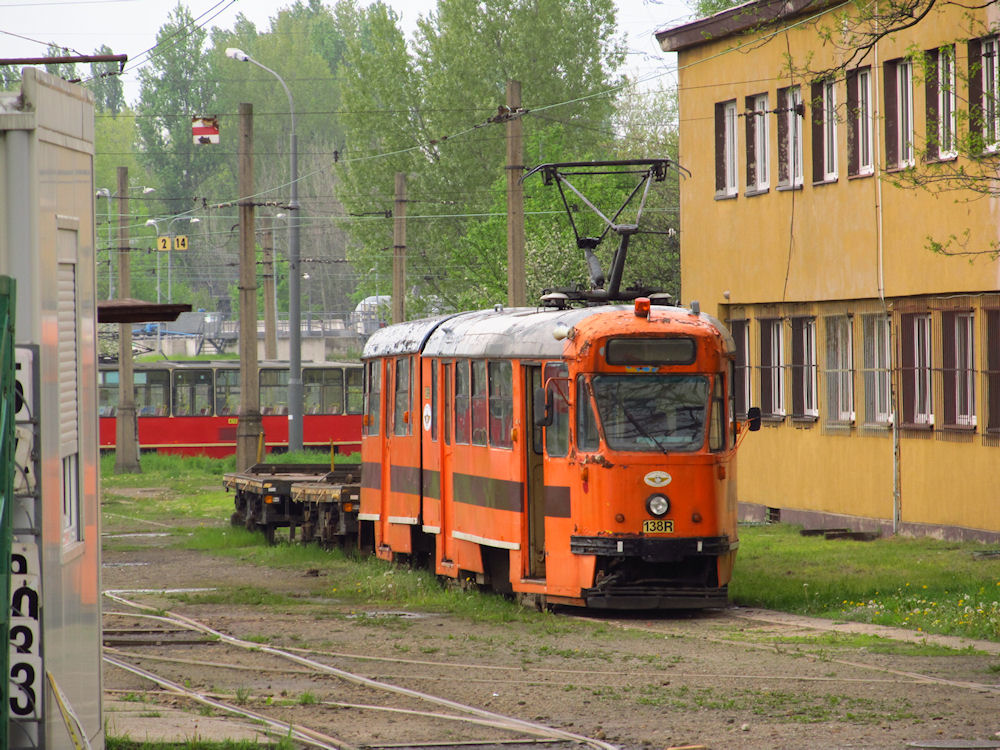
事業用車両に改造されたシレジア・インターアーバンの102Na（2014年撮影）

## 参考資料
- Wacław Niewolański (2016-3). “Dzieje miejskiej komunikacji tramwajowej” (ポーランド語). Biuletyn Techniczno - Informacyjny (Oddziału Łódzkiego Stowarzyszenia Elektryków Polskich) (72):  20-32. ISSN 2082-7377 2021年11月12日閲覧。.
- Krzysztof Kołodziejczyk (2018-6). “Potencjał polskich miast pod względem zabytkowych tramwajów i ich wykorzystanie w turystyce” (ポーランド語). Ekonomiczne Problemy Turystyki:  209-224. ISSN 1644-0501 2021年11月12日閲覧。.

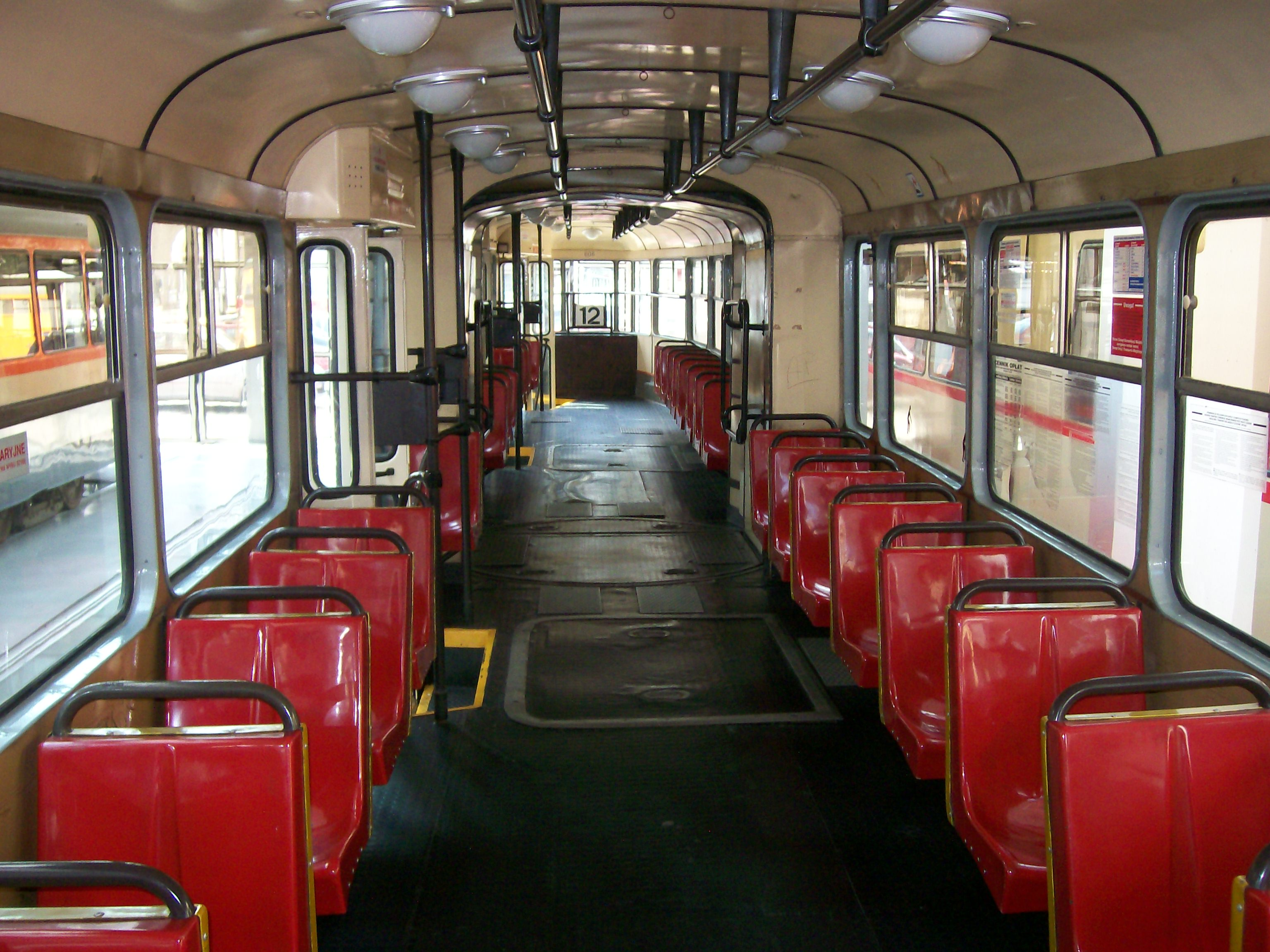
車内（シュチェチン）
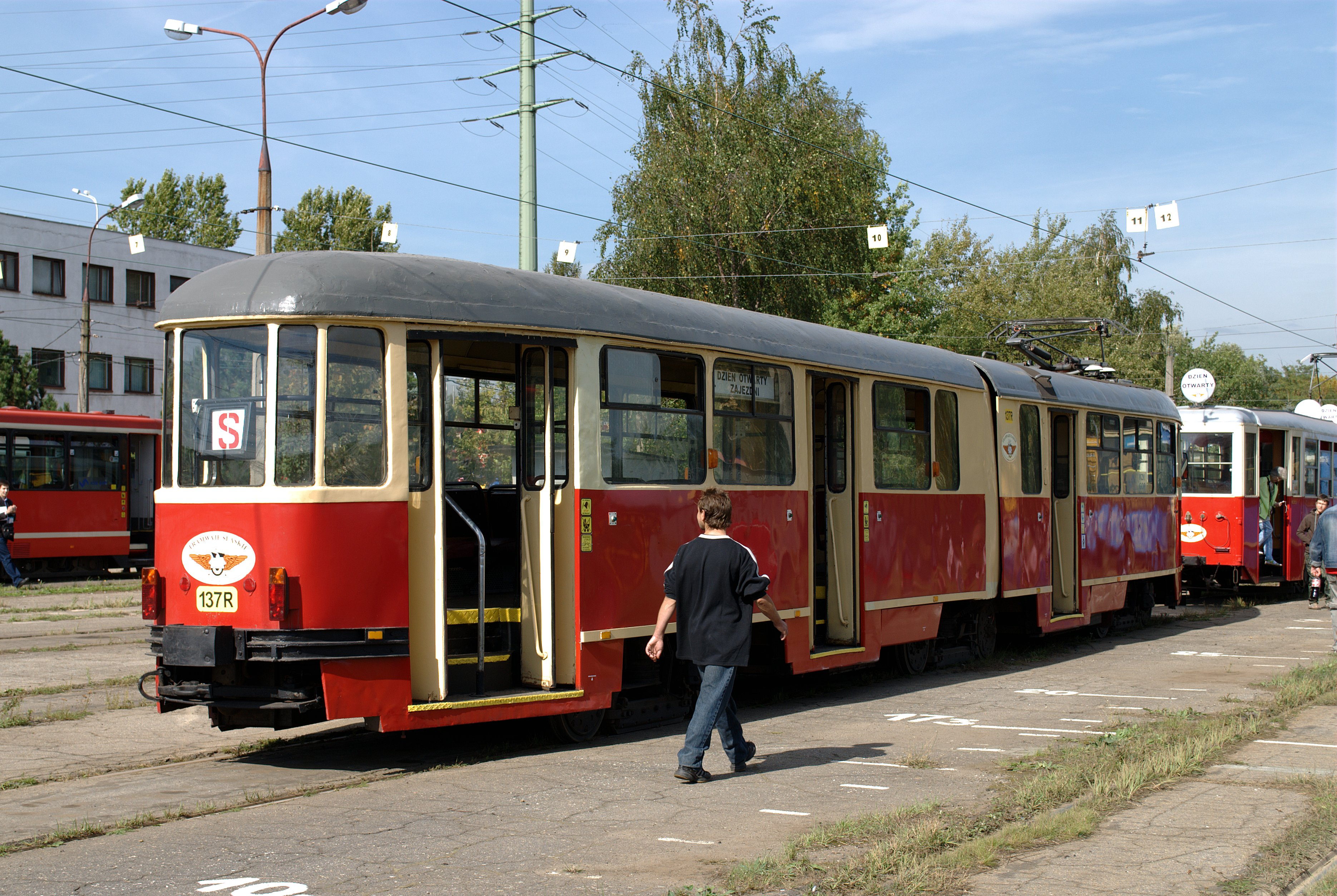
後方（アッパーシレジア地方）